# Bruno Fanciullacci
Bruno Fanciullacci (Pieve a Nievole, 13 novembre 1919 – Firenze, 17 luglio 1944) è stato un partigiano italiano.
Gli è stata conferita la Medaglia d'oro al valor militare alla memoria e i comuni di Pontassieve (Firenze) e Pieve a Nievole (Pistoia) gli hanno intitolato una via, così come quello di Firenze gli ha dedicato lo slargo di via Bolognese, posto davanti a Villa Triste, il luogo dove egli trovò la morte. Il suo paese natale, Pieve a Nievole, gli ha intitolato la palestra comunale.

## Biografia
Nato in una famiglia di tradizioni socialiste che si trasferì a Firenze nel 1932, il giovane Bruno trovò lavoro come garzone di bottega e, poi, come fattorino e portiere di albergo. In seguito alla sua adesione ad una organizzazione antifascista attiva nell'area metropolitana di Firenze, di orientamento prima repubblicano e poi comunista, venne arrestato nel luglio 1938 per essere, l'anno successivo, condannato dal Tribunale speciale a sette anni di reclusione per attività antifascista. Nel carcere di Castelfranco Emilia, dove scontò la maggior parte della pena, consolidò la propria educazione politica grazie allo studio e al confronto con gli altri detenuti politici, aderendo al Partito Comunista Italiano. Parte della pena gli fu condonata e, nel corso del 1943, venne assunto come operaio alla Fiat di Firenze.
Dopo l'8 settembre, il PCI promosse i GAP (Gruppi d'Azione Patriottica), formazioni ristrette di combattenti irregolari, con compiti di guerriglia urbana e sabotaggio nei  confronti delle forze nazi-fasciste. Fanciullacci si unì ad una di queste formazioni, con il nome di battaglia di "Massimo", distinguendosi subito per l'animosità e il coraggio. Ben presto gli venne affidato il comando del "gruppo B", uno dei quattro che formavano la struttura operativa dei GAP di Firenze.
Partecipò a numerose azioni contro installazioni e uomini della Repubblica di Salò o ritenuti collaborazionisti, fino all'eclatante, quanto discussa, uccisione del filosofo Giovanni Gentile, avvenuta il 15 aprile 1944 nel quartiere Salviatino. Per compiere quell'azione, Bruno Fanciullacci e Giuseppe Martini ("Paolo") si appostarono verso le 13,30 nei pressi della villa dove era ospite il filosofo; allorché questi giunse in auto, gli si avvicinarono tenendo sotto braccio dei libri per camuffarsi da studenti; Giovanni Gentile abbassò il vetro per prestare ascolto e fu colpito da una raffica. Dopo qualche giorno (26 aprile), in via Santa Maria, la stessa strada in cui abitava la famiglia Fanciullacci, due gappisti ferirono Bruno Landi, un noto esponente del fascismo fiorentino conosciuto come il "Pollastra", soprannome dovuto ad una ferita alla gamba sinistra, che lo aveva reso claudicante. Del tutto ignaro dell'accaduto, Fanciullacci fu arrestato nei pressi di piazza Santo Spirito, nell'ambito dell'operazione di polizia prontamente allestita dalle forze di sicurezza della Repubblica di Salò. Condotto alla caserma "Gino Cavari", in via della Scala, fu sottoposto ad interrogatorio, dal quale uscì con numerose ferite di pugnale alla mano sinistra, alle natiche e ai testicoli. Sommariamente medicato all'ospedale "San Gallo", dopo un rapido passaggio a "Santa Maria Nuova", fu trasferito all'ospedale di via Giuseppe Giusti. Sebbene piantonato dai fascisti, i suoi compagni, con un colpo di mano, riuscirono a liberarlo, trasferendolo in casa del pittore Ottone Rosai, dove trascorse la maggior parte della convalescenza. Fanciullacci, che aveva rifiutato la proposta del suo partito di trasferirsi in un'altra città, tornò presto in azione e il 9 luglio partecipò, con una decina di compagni, all'irruzione nel carcere femminile di Santa Verdiana che porterà alla liberazione della gappista Tosca Bucarelli e di altre 16 detenute.
Il clamoroso blitz suscitò una grande impressione in tutta Firenze e le forze nazifasciste intensificarono le operazioni di repressione, riuscendo a infliggere una serie di colpi durissimi ai partigiani fiorentini, tanto da comprometterne seriamente l'organizzazione. Fanciullacci, ormai braccato, fu arrestato in piazza Santa Croce il 14 luglio; le modalità della cattura, avvenuta ad opera di alcuni militi improvvisamente sbucati da un'ambulanza, fanno pensare a una trappola ordita in seguito a delazione.
Condotto a Villa Triste per essere interrogato dai membri della Banda Carità, Fanciullacci, dopo essere stato sottoposto per due giorni a sevizie e torture di efferata violenza, tentò di fuggire durante una pausa dell'interrogatorio che si stava svolgendo ai piani superiori della villa. Lanciatosi da una finestra con le mani legate dietro la schiena e inseguito dai colpi sparati dai suoi carnefici, cadde rovinosamente al suolo; venne trasportato al comando cittadino delle SS e assistito dal dottor Italo Pizziolo, che ne certificò il decesso, avvenuto il 17 luglio 1944, citando la frattura mortale alla base cranica e le fratture al polso e al femore, oltre a una ferita per arma da fuoco.
In suo onore fu denominata la Brigata Garibaldi "Bruno Fanciullacci", operante sul Monte Morello, che, inquadrata nella Divisione Garibaldi "Arno", partecipò alla liberazione della città di Firenze.